# قلعه کمر قلاع
قلعه کمر قلاع مربوط به دوره سلجوقیان است و در شهرستان بیرجند، بخش مرکزی، روستای شوشود واقع شده و این اثر در تاریخ ۷ مرداد ۱۳۸۲ با شمارهٔ ثبت ۹۲۹۵ به‌عنوان یکی از آثار ملی ایران به ثبت رسیده است.